# نادي السلام (السعودية)
نادي السلام السعودي هو نادٍ رياضي ثقافي اجتماعي، يقع مقره في مدينة العوامية شرق المملكة العربية السعودية، وتعد منشأة النادي أحد أبرز المنشئات في المنطقة وعلى مستوى المملكة، يشارك النادي في المنافسات المحلية بالمملكة العربية السعودية في عدة ألعاب، وهي: كرة القدم، كرة اليد، كرة السلة، كرة الطائرة، السباحة، كرة المضرب، التنس، كمال الأجسام، التايكوندو، الدراجات، الجمباز.
تأسيس النادي
تأسس نادي السلام بالعوامية سنة 1383هـ باندماج نادي العز ونادي النجم تحت مسمى الاتحاد وفي سنة  1389هـ رخص للنادي مبدئياً من قبل وزارة العمل والشؤون الاجتماعية ولوجود نادي الاتحاد بجدة سمي نادي الاتحاد بالعوامية بنادي السلام، و قد صدر قرار من وزير العمل والشئون الاجتماعية بتسجيل النادي رسمياً باسم السلام في 14/5/1390هـ، وقد تم اختيار شعار النادي من لونين الأخضر والبني.
وحقّق فريق كرة اليوم عام 2024م إنجاز كبير وهو انتقاله إلى الدوري الممتاز لكرة اليد السعودي، بالإضافة إلى تمثيل العديد من لاعبين فريق الدرجات الوطن في المسابقات العالمية والإقليمية، كما حقّق لاعب النادي محمد السويق بطولة العالم للتايكوندو، كما أن فريق كرة اليد وفريق كرة الطاولة يلعبان في الدوري الممتاز أيضًا.

## تشكيلة الفريق الأول لكرة القدم
ملاحظة: تشير الأعلام إلى المنتخب الوطني على النحو المحدد في قواعد الأهلية للفيفا. قد يحمل اللاعبون أكثر من جنسية واحدة غير تابعة للفيفا.
| الرقم | البلد    | المركز | اللاعب           |
| ----- | -------- | ------ | ---------------- |
| 2     | السعودية | مدافع  | نايف فقيهي       |
| 3     | السعودية | مدافع  | سعد القريني      |
| 5     | السعودية | مدافع  | شادي الرزقي      |
| 6     | السعودية | وسط    | نادر التيجاني    |
| 7     | نيجيريا  | وسط    | رافائيل أوليسيه  |
| 8     | السعودية | وسط    | خليفة السعود     |
| 9     | المغرب   | مهاجم  | عبد الرحيم مقران |
| 10    | السعودية | مهاجم  | عبد الله جمال    |
| 11    | السعودية | وسط    | فهد مباركي       |
| 14    | السعودية | مدافع  | حاتم مجرشي       |
| 17    | السعودية | وسط    | محمد آل منيان    |
| 21    | السعودية | حارس   | محمد آل مبارك    |
| 22    | السعودية | حارس   | حسين آل عوجان    |

| الرقم | البلد    | المركز | اللاعب           |
| ----- | -------- | ------ | ---------------- |
| 24    | السعودية | وسط    | أحمد النخلي      |
| 27    | غانا     | مدافع  | مارلي هابيلا     |
| 31    | السعودية | حارس   | عباس آل هزيم     |
| 66    | السعودية | وسط    | عبد الله العميري |
| 70    | السعودية | مهاجم  | مصطفى آل بو حسين |
| 77    | السعودية | مهاجم  | حبيب العرادي     |
| 87    | السعودية | مدافع  | ريان المغسل      |
| --    | السعودية | مدافع  | عبد الله اليامي  |
| --    | السعودية | مدافع  | يوسف شريدة       |
| --    | السعودية | وسط    | إبراهيم الزوري   |
| --    | السعودية | وسط    | محمد الشرفاء     |
| --    | السعودية | مهاجم  | حسن معافا        |
| --    | السعودية | مهاجم  | جواد اللباد      |